# Illiberis horishana
Illiberis horishana es una especie de mariposa de la familia Zygaenidae.
Fue descrita científicamente por Matsumura en 1931.